# Wim Rood
Wilhelmus Maria Rood (Spanbroek, 27 februari 1925 – Hoorn 25 april 1993) was een Nederlandse priester, theoloog en kerkhistoricus. Hij was lid van de Congregatie van de Heilige Harten en docent klassieke talen (1950–1970), adjunct-secretaris van de Nederlandse Bisschoppenconferentie (1970–1980). In 1970 promoveerde hij in de theologie op het proefschrift Comenius and the Low Countries.
Wim Roods levenswerk was de kerkhistorische studie Rome–Moskou 1970–1989. Historische notities bij het thema 'Betrekkingen tussen de H. Stoel en Rusland c.q. de Sovjet-Unie in de periode 1917 tot 1989'. Hij beschrijft in dit standaardwerk aan de hand van verschillende etappes de Ostpolitik van het Vaticaan: van de moeizame pogingen om na de vernietiging van de kerkelijke structuur door de Sovjet-Unie een geheime hiërarchie op te richten (1917–1929), via de periode van de directe confrontatie (1927–1958) waaraan vooral de naam van paus Pius XII verbonden is, naar de fase van co-existentie en dialoog (1958-1978) ingezet door de pausen Johannes XXIII en Paulus VI, tot aan de ineenstorting van de communistische dictatuur in 1989, waarbij de Poolse paus Johannes Paulus II een eigen prominente rol gespeeld heeft. Daarmee wordt ook de ontwikkeling van de Rooms-Katholieke Kerk in deze zeventig jaar aangegeven: van belangstelling voor het lot van de katholieken in de Sovjet-Unie tot de aandacht voor de christenen in dit gebied en de zorg voor mensenrechten in het algemeen. Een belangrijke focus in zijn studie ligt ook op de delicate betrekkingen tussen het Vaticaan en de Russisch-Orthodoxe Kerk en de speciale situatie die bestond in de Baltische landen, Wit-Rusland en Oekraïne.
Wim Rood overleed na een kort ziekbed in 1993, niet lang na het verschijnen van de Duitse uitgave van Rome–Moskou.

## Publicaties (beknopt)
- Comenius and the Low Countries; some aspects of life and work of a Czech exile in the Seventeenth Century., Amsterdam, Praha, New York, 1970. ISBN 0839000316
- Rome Moskou 1970–1989. Historische notities bij het thema 'Betrekkingen tussen de H. Stoel en Rusland c.q. de Sovjet-Unie in de periode 1917 tot 1989'. Nijmegen 1994 ISBN 90-801741-1-4